# 真実の詩
「真実の詩」（しんじつのうた）は、日本のロックバンド・Do As Infinityの14作目のシングル及び6枚目の映像作品。

## 概要
- 前作「under the sun/under the moon」から3ヶ月ぶりにして、アルバム『TRUE SONG』からの先行シングル。また、同名のDVDシングルが前述のアルバムと同時発売された。
- 「陽のあたる坂道」以来2作ぶりにカップリング曲が収録された。
- 表題曲はテレビアニメ『犬夜叉』のエンディングテーマに、カップリング曲はWOWOW『ヨーロッパサッカー』のイメージソングにそれぞれ使用された[1]。『犬夜叉』のタイアップは「深い森」以来4作ぶりとなった。
- 今作で『ミュージックステーション』に5度目の出演を果たした[2]。
- 表題曲は後に22ndシングル「君がいない未来」にもカップリング曲として収録されている。
- オリコンチャート初登場5位を獲得。6作連続でトップ10入りを果たした。また、シングルとしては「陽のあたる坂道」以来2作ぶりに日本レコード協会からゴールドディスク認定を受けている。

## 収録曲
1. 真実の詩 [4:14]
作詞・作曲：D・A・I
編曲：D・A・I、Seiji Kameda
作詞は伴都美子、作曲は長尾大。大渡亮曰く「8分の6拍子」で構成された楽曲。2000年5月には完成、何か足りないと感じお蔵入りとなっていたが、後に呉汝俊の京胡を取り入れたことで発表に至った経緯がある。なお、ライブでは京胡の音色はミュージックシーケンサーによる同期演奏ではなく、大渡によるギターのウーマン・トーンで代用している。歌詞について伴はテーマは葛藤であり、無知さ故にいろんなことを知ってる大人が羨ましく、世の中のことが何も分からなくてもがいている、自問自答している当時の気持ちをそのまま書いたと語っている[注 1][1]。
ミュージック・ビデオは沖縄の修道院で撮影され、前述の呉汝俊も出演している。候補地は他にフランスのモン・サン＝ミシェルも挙がっていたが、予算の時間の都合で断念したという[注 2]。
2. One or Eight [3:30]
作詞・作曲：D・A・I
編曲：D・A・I、Seiji Kameda
タイトルは一か八かを意味している。
3. 真実の詩 (Instrumental) [4:14]
作曲：D・A・I
編曲：D・A・I、Seiji Kameda
表題曲のインストゥルメンタルバージョン。
4. One or Eight (Instrumental) [3:30]
作曲：D・A・I
編曲：D・A・I、Seiji Kameda
カップリング曲のインストゥルメンタルバージョン。

## タイアップ
- 日本テレビ系列アニメ『犬夜叉』5代目エンディングテーマ (#1)
- WOWOWスポーツ中継番組『ヨーロッパサッカー』イメージソング (#2)

## 収録アルバム
- TRUE SONG (#1,2)
- Do The A-side (#1)
- Do The Best "Great Supporters Selection" (#1,2)
- Anime and Game COLLECTION (#1)
- Do The Complete (#1)

## 2 of Us
「真実の詩 [2 of Us]」（しんじつのうた・トゥー・オブ・アス）は、日本のロックバンド・Do As Infinityの8作目の配信限定シングル。

### 概要
- 前作「under the sun [2 of Us]」から続く16週連続配信企画『2 of Us』の第8弾シングル。

### 収録曲
1. 真実の詩 [2 of Us] [4:31]
作詞・作曲：D・A・I
編曲：Ryo Owatari
大渡は原曲の京胡の雰囲気をスライドギターで代用しようと考案。また、中音域のスライドギターの相性を考慮し、高音域の12弦ギターを組み合わせたという[1]。

### 収録アルバム
- 2 of Us [RED] -14 Re:SINGLES-